# Ryongnamsan Television
Ryongnamsan Television (en coreano: 룡남산텔레비죤) es un canal de televisión estatal de Corea del Norte, operado por un departamento del Comité Central de Radiodifusión de Corea.

## Historia
El canal inicio transmisiones el 1 de abril de 1971, bajo el nombre de Kaesong Television (en coreano: 개성텔레비죤). El 10 de octubre de 1991, empezaría a transmitir a color.
En febrero de 1997, el canal fue renombrado a Televisora Educativa y Cultural de Corea (en coreano: 조선교육문화텔레비죤). En ese periodo, se realizaron transmisiones de carácter experimental y luego de forma oficial, a través de la frecuencia del canal 8, usando un solo transmisor ajustado al formato NTSC. El propósito de estas transmisiones era difundir la cultura norcoreana a los televidentes surcoreanos.
El 5 de septiembre del 2012, el canal recibió su nombre actual.

## Programación
La programación del canal consiste en programas educativos, documentales y programas enfocados a la enseñanza del inglés, el ruso y el chino. El canal transmite de lunes a viernes, de 18:00 a 22:00.

## Tarjetas de Prueba
Ryongnamsan Television ha utilizado dos tipos diferentes de tarjetas de prueba desde su creación actual en 2012, una es la tarjeta de prueba 4:3, mientras que las tarjetas de prueba HD 16:9 se empezaron a utilizar alrededor de 2016.